# Quiet storm
Quiet storm is een subgenre binnen de soulmuziek en r&b dat zich kenmerkt door een zachte, romantische en door jazz beïnvloede muziekstijl. De oxymoron is vernoemd naar het gelijknamige nummer op Smokey Robinsons album uit 1975.
De radioformule ontstond een jaar later door radiopresentator Melvin Lindsey. Quiet storm werd in de jaren 80 gepromoot voor een volwassen Afro-Amerikaans publiek, terwijl het uit de gratie raakte bij jonge luisteraars in het hiphop-tijdperk.

## Geschiedenis
De oorsprong van het muziekgenre is te danken aan de Amerikaanse singer-songwriter Smokey Robinson, die in 1975 een nummer uitbracht met de titel "A Quiet Storm", afkomstig van zijn gelijknamige album. Dit werd ook de naam van het radioprogramma "The Quiet Storm" dat 's nachts werd uitgezonden op het radiostation WHUR in de stad Washington, met liedjes binnen het genre. Tijdens de programmering van de show definieerde Melvin Lindsey het format van de Quiet storm.
Het radioprogramma werd een succes. The Quiet Storm was vier uur melodieuze soulmuziek die een intieme en ontspannen sfeer uitstraalde, op maat gemaakt om 's avonds te luisteren. Het format werd zo populair dat binnen een paar jaar bijna elk radiostation in de Verenigde Staten dat zich richtte op het Afro-Amerikaanse publiek een soortgelijk programma had.
In de jaren 2000-2020, zelfs als de term niet meer echt wordt gebruikt, overleeft het genre door de hele generatie mannelijke r&b-zangers die gespecialiseerd zijn in ballads, die soms de bijnaam lovers worden genoemd, zoals Brian McKnight, Babyface, Keith Sweat, Joe en Gerald Levert. Meer in het algemeen zijn de ballads van een groot aantal huidige r&b-artiesten een voortzetting van de Quiet storm.
Na het overlijden van Melvin Lindsey in 1992 bleef het door hem uitgevonden Quiet stormformaat, meer dan 40 jaar na de introductie, een hoofdbestanddeel van sommige radioprogramma's.

## Thema
De term Quiet storm slaat meer in het algemeen op slow ballads (slow jams) van soul en r&b maar ook op het soort smooth jazz dat Lindsey op WHUR uitzond. Quiet storm omvat een veelvoud aan Afro-Amerikaanse muziekgenres en onderscheidt zich door ontspannende en sensuele ritmes en tempo's. Het kan muziek zijn die ontspant en aanmoedigt tot dromen of die romantische gevoelens uitdrukt.
De Quiet storm ligt aan de basis van het succes van artiesten als Luther Vandross en Anita Baker en introduceerde de Britse zangeres Sade bij het Amerikaanse publiek.
Quiet storm-opnames die als klassiekers van het genre worden beschouwd zijn onder meer "Golden Time of The Day" van Frankie Beverly and Maze, "Let's Get It On" van Marvin Gaye, "This Must be Love" van Phil Collins, en platen van Al Green, Bill Withers en Barry White. In de jaren tachtig was de Quiet storm ook het ballad-facet van veel funkbands zoals Cameo, Gap Band en Atlantic Starr.